# 工藤龍矢
工藤 龍矢（くどう たつや、1972年5月23日 - ） は日本のマーケター。売れる仕組みプロデューサー。千葉県生まれ。

## 来歴
1991年、千葉県立千葉高等学校卒業。1996年慶應義塾大学経済学部経済学科卒業。同年、博報堂に入社する。営業職として大手ビールメーカーのマーケティング広告戦略に従事。22億円の大型販促キャンペーン受注で社長賞受賞。
2000年、ITベンチャーガーラに入社し、営業マーケティング担当執行役員営業本部長として、ナスダック･ジャパン（現：ジャスダック）上場に貢献する。2004年、ソフトブレーン株式会社に入社。ソフトプレーン・サービスの設立と同時に取締役に就任し、2005年に同社代表取締役社長に就任する。
2010年、一般財団法人営業教育推進財団設立、代表理事CEOに就任。2013年、ソフトブレーン･サービス株式会社から工藤に対して、著作権侵害差止等請求訴訟が提起され、和解による解決が行われた。

## 著書
- 『変えるのは営業だ』（さくらパブリッシング）
- 『人材いらずの営業戦略-儲かる企業は仕組みが違う』（日本実業出版社）
- 『営業マン支援のスゴい仕組み-儲けてる会社のWebマーケティング』（ダイヤモンド社）
- 『ルート営業のすべてがわかる本』（日本能率協会マネジメントセンター）
- 『最強の営業組織構築の手順書-プロセスマネージメントの基本からWebマーケティングまで』（中経出版）
- 『グーグル営業！地球一の営業と最強チームを作る方法』（インプレスジャパン）
- 『勝てる！戦略営業術』（PHPビジネス新書）
- 『営業7つの勘違い-年収1千万を超える営業リーダーはここが違う』（エベイユ/サンクチュアリ出版）